# Susitino Sionepoe
Susitino Sionepoe SM (* 4. Januar 1965 in Vaitupu, Wallis-Inseln, Wallis und Futuna) ist ein französischer Ordensgeistlicher und römisch-katholischer Erzbischof von Nouméa.

## Leben
Susitino Sionepoe trat nach dem Abschluss der Oberschule der Ordensgemeinschaft der Maristenpatres bei und studierte von 1984 bis 1986 am Regionalseminar in Suva Philosophie. Nach seinem Militärdienst in den Jahren 1987 und 1988 studierte er in Suva Theologie und absolvierte 1992 sein zweites Noviziat. Am 28. November 1993 empfing er das Sakrament der  Priesterweihe.
Neben verschiedenen Tätigkeiten in der Pfarrseelsorge und weiteren Studien war er von 2012 bis 2018 Regionalvikar der Maristenpatres in Ozeanien mit Sitz in Suva.
Am 24. Dezember 2018 ernannte ihn Papst Franziskus zum Bischof von Wallis und Futuna. Der Erzbischof von Nouméa, Michel-Marie Calvet SM, spendete ihm am 24. März des folgenden Jahres die Bischofsweihe. Mitkonsekratoren waren der Bischof von Port-Vila, Jean Bosco Baremes SM, und der Erzbischof von Papeete, Jean-Pierre Cottanceau SSCC.
Papst Franziskus ernannte ihn am 14. Januar 2025 zum Erzbischof von Nouméa. Die Amtseinführung fand am 12. April desselben Jahres statt.